# Fotbal Club Corvinul Hunedoara
Il Fotbal Club Corvinul Hunedoara è una società calcistica rumena con sede nella città di Hunedoara, fondata nel 1921. Milita in Liga II.
La squadra ha militato nella massima serie rumena a più riprese: tra il 1960-1961, 1976-1979, 1980-1992. Il migliore piazzamento è stato il terzo posto nel 1981-1982, che ha permesso la qualificazione alla Coppa UEFA della stagione successiva.
Nella manifestazione europea il Corvinul ha superato i trentaduesimi, eliminando gli austriaci del Grazer AK. Ai sedicesimi la corsa si è fermata al cospetto degli jugoslavi del Sarajevo.
| Stagione | Torneo     | Turno         | Nazione               | Club        | Andata | Ritorno | Totale |
| -------- | ---------- | ------------- | --------------------- | ----------- | ------ | ------- | ------ |
| 1982-83  | Coppa UEFA | Trentaduesimi | Austria (bandiera)    | Grazer AK   | 1-1    | 3-0     | 4-1    |
|          |            | Sedicesimi    | Jugoslavia (bandiera) | FK Sarajevo | 4-4    | 0-4     | 4-8    |

Nel 2008, dopo la retrocessione dalla Liga II alla terza divisione, la squadra resistette solo pochi mesi, poi fu sciolta dopo 87 anni di storia.
Nel 2009, per mantenere vivo l'interesse nel calcio in città, è stata fondata la nuova squadra del FC Hunedoara.
La squadra principale di Hunedoara fino al 2022 fu il CS Hunedoara che, nel 2022, si fuse con il brand originale del Corvinul, così da richiamarsi Corvinul Hunedoara,  e così il club divenne il successore del vecchio Corvinul.
Nella stagione 2023-2024, la squadra ha vinto la Coppa di Romania in finale contro l'Otelul Galati ai calci di rigore nonostante militasse nella seconda divisione.

## Organico

### Rosa 2024-2025
Aggiornata al 27 ottobre 2024.
| N. |                                 | Ruolo | Calciatore         |
| -- | ------------------------------- | ----- | ------------------ |
| 3  | Romania (bandiera)              | D     | Ionuț Pop          |
| 6  | Romania (bandiera)              | D     | Viorel Lică        |
| 7  | Romania (bandiera)              | A     | Marius Lupu        |
| 8  | Romania (bandiera)              | C     | Antonio Bradu      |
| 9  | Bosnia ed Erzegovina (bandiera) | A     | Predrag Vladic     |
| 10 | Romania (bandiera)              | C     | Alexandru Neacșa   |
| 12 | Romania (bandiera)              | P     | Ștefan Lefter      |
| 14 | Romania (bandiera)              | A     | Andrei Hergheligiu |
| 15 | Romania (bandiera)              | D     | Alexandru Predică  |
| 17 | Romania (bandiera)              | A     | Darius Grigore     |
| 19 | Romania (bandiera)              | A     | Daniel Pîrvulescu  |

| N. |                               | Ruolo | Calciatore         |
| -- | ----------------------------- | ----- | ------------------ |
| 20 | Romania (bandiera)            | A     | Alexandru Gîrbiță  |
| 21 | Romania (bandiera)            | P     | Cristian Blaga     |
| 23 | Moldavia (bandiera)           | C     | Ion Cărăruș        |
| 26 | Nigeria (bandiera)            | A     | Ibuchi Chukwu      |
| 27 | Romania (bandiera)            | A     | Lucas Câmpan       |
| 30 | Romania (bandiera)            | D     | Antoniu Manolache  |
| 34 | Macedonia del Nord (bandiera) | C     | Kristijan Ackovski |
| 36 | Nigeria (bandiera)            | D     | Odejobi Babatunde  |
| 59 | Belgio (bandiera)             | C     | Mehdi Lehaire      |
| 98 | Romania (bandiera)            | D     | Mihai Velisar      |
| 99 | Nigeria (bandiera)            | A     | Jimmy King         |

## Palmarès

### Competizioni nazionali
- Liga II: 4

1953, 1959–1960, 1975–1976, 1979–1980
- Liga III: 4

1966-1967, 2001-2002, 2021-2022, 2022-2023
- Coppa di Romania: 1

2023-2024

### Altri piazzamenti
- Campionato rumeno:

Terzo posto: 1981-1982
- Coppa di Romania:

Semifinalista: 1982-1983, 1983-1984
- Supercoppa di Romania:

Finalista: 2024
- Liga II:

Secondo posto: 1956, 1957-1958, 1994-1995, 2023-2024
- Liga III:

Secondo posto: 1965-1966
- Coppa dei Balcani per club:

Semifinalista: 1987-1988